# Jules Maenen
Julius "Jules" Hermanus Maenen (15 de janeiro de 1932 — 11 de fevereiro de 2007) foi um ciclista de pista holandês, que representou os Países Baixos nos Jogos Olímpicos de 1952, realizados na cidade de Helsinque, Finlândia. Lá, foi eliminado nas quartas de final da perseguição por equipes de 4 km, ao lado de Adrie Voorting, Daan de Groot e Jan Plantaz. Maenen não terminou sua corrida de estrada individual. Após as Olimpíadas, se tornou profissional e terminou em segundo no Campeonato dos Países Baixos de Ciclismo em Estrada em 1957, atrás de Wim van Est.